# Авенатти, Фелипе
Фели́пе Никола́с Авена́тти Довилья́бичус (исп. Felipe Nicolás Avenatti Dovillabichus; род. 26 апреля 1993, Монтевидео) — уругвайский футболист, нападающий клуба «Пеньяроль».

## Клубная карьера
Авенатти — воспитанник клуба «Ривер Плейт» из своего родного города. 19 февраля 2012 года в матче против «Насьоналя» он дебютировал в уругвайской Примере. 3 июня в поединке против «Дефенсор Спортинг» Фелипе забил свой первый гол за новую команду. Во втором сезоне он завоевал место в основе и стал одним лучшим бомбардиром команды.
Летом 2013 года после молодёжного чемпионата мира Авенатти перешёл в итальянскую «Тернану». 24 августа в поединке против «Карпи» он дебютировал в Серии B. 17 ноября в поединке против «Пескары» Фелипе забил свой первый гол за «Тернану».
2 июля 2021 года на правах аренды присоединился к клубу «Юнион».

## Международная карьера
В 2013 году Фелипе помог молодёжной сборной Уругвая завоевать серебряные медали молодёжного чемпионата мира в Турции. На турнире он сыграл в матчах против сборной Хорватии, Новой Зеландии, Испании, Ирака и Франции. В поединке против испанцев Авенатти забил гол.

## Достижения

### Международные
- Серебряный призёр чемпионата мира среди молодёжи: 2013